# Ерестная (Новосибирская область)
Ерестная — деревня в Ордынском районе Новосибирской области России. Входит в состав Нижнекаменского сельсовета.

## География
Площадь деревни — 33 гектаров.

## Население
| 2002 | 2007 | 2010 |
| ---- | ---- | ---- |
| 47   | ↘18  | ↗25  |

## Инфраструктура
В деревне по данным на 2007 год отсутствует социальная инфраструктура.